# Вэй (Троецарствие)
Вэй (кит. 曹魏, пиньинь: Cáo Wèi) — одно из трёх царств Эпохи Троецарствия Китая, существовавшее в 220 г. — 266 г. Государство было основано на территории бывшей империи Хань и управлялось кланом Цао, который установил свою власть после упадка империи. Вэй вело борьбу за господство в Китае с царствами Шу и У, пока клан Цао не был свергнут кланом Сыма, переименовавшим Вэй в  Цзинь.

## Предыстория Вэй
Царство Вэй было одним из трёх крупнейших государств эпохи Троецарствия в Китае. Его основателем был Цпо Пи — сын бывшего ханьского полководца Цао Цао (曹操). Всю свою жизнь Цао Цао провёл в беспрерывных походах и сражениях с другими китайскими военачальниками. Своё восхождение к вершинам власти Цао Цао начал с самых низов, имея под началом всего 5.000 солдат, завербованных им на свои собственные средства. С их помощью он смог утвердить своё влияние над западной частью Шаньдуна. Затем в течение нескольких лет Цао Цао пробовал свои силы против соседних региональных вождей и выискивал слабости противников. Он был очень умен, расчётлив, холоден и жесток, обладал военным талантом и имел врождённое политическое чутье. Все эти качества помогли Цао Цао взять вверх над его многочисленными противниками.
Переломным годом в судьбе Цао Цао стал 196 г., когда он явился в разоренный и полностью сожженный город Лоян на аудиенцию к бессильному, всеми забытому ханьскому императору Сянь-ди, который влачил здесь жалкое существование. Цао Цао быстро смекнул, что, имея на своей стороне императора, он придаст своей власти более законное основание, и поэтому уговорил того перебраться в свою столицу Сюйчан, в Инчуани. Переезд ханьского двора на восток и восстановление блеска дворцовой жизни открыли в карьере Цао Цао новую страницу — из малоизвестного и заурядного регионального лидера он превратился в представителя центральной власти, защитника и опору трона. Политический вес его заметно вырос. С ним считались.

## Сражение у Чиби
Основная статья Битва при Чиби
В 200 году Цао Цао разбил в битве при Гуаньду своего старого союзника и главного соперника Юань Шао, который открыто объявил Цао Цао узурпатором и попытался получить контроль над Сян-ди. Цао Цао смог развить наступление и в 205 году взял последний оплот последователей Юань Шао — область Цзинчжоу. Покончив с врагами на севере, Цао Цао задумал спуститься вниз по течению Янцзы и напасть на Цзяндун. Несмотря на яростное сопротивление Лю Бэя, Цао Цао дошёл до Великой реки, а приближённые местного правителя Лю Бяо покорились чэнсяну, в результате чего он получил новые войска и огромный флот. Однако в знаменитом сражение у Чиби («красных скал»), в провинции Хубэй, войска Вэй потерпели сокрушительное поражение от объединённых армий Лю Бэя (основателя царства Шу) и Чжоу Юя (вице-правителя и адмирала царства У). Сражение проходило в два этапа: первый на воде, второй на суше. Флот Сунь Цюаня значительно уступал флоту Цао Цао и союзники пошли на хитрость. Перед началом сражения была проведена успешная диверсия — Чжоу Юю удалось выставить опытного флотоводца Цай Мао предателем в результате чего он был казнён, а Чжугэ Лян успешно подослал к Цао Цао своего друга Пан Туна, который убедил чэнсяна связать флот цепями. План сражения, разработанный Чжоу Юем и Чжугэ Ляном, предполагал проведение огненной атаки, которая сожгла бы весь вражеский флот, после чего армия Лю Бэя под командованием Гуан Юя должна была разбить деморализованные сухопутные силы Цао Цао. В самом начале боя полководец Сунь Цуаня Хуан Гай, притворившись перебежчиком, разжег на флагманском корабле огонь. Раздуваемое ветром пламя вскоре охватило все корабли Цао Цао. По легенде, чтобы вызвать ветер, Чжугэ Лян использовал магию. Потерпев тяжёлое поражение, чудом спасшийся Цао Цао вернулся на север, временно отказавшись от военных действий в пользу пиров и праздников.
В 219 году войска Цао Цао потерпели ещё одну неудачу, когда Лю Бэй и войска Шу отобрали у империи Ханьчжун. В то же время царство У во главе с Сунь Цюанем отняло у империи Цзинчжоу. На этом раздел территорий бывшей Ханьской империи завершился. Все её земли оказались поделенными на три части, причём под власть Цао Цао перешла бо́льшая часть Северного Китая — от Дуньхуана на западе до Ляодуна на востоке, и от границ Монголии на севере до междуречья рек Хуанхэ и Янцзы на юге.

## Реформы Цао Цао
Военные успехи Цао Цао были во многом обеспечены его продуманными реформами в экономической сфере и тем, что он сумел наладить бесперебойное снабжение своих армий продовольствием. Добиться этого ему удалось благодаря организации государственных военных поселений (впервые они были созданы ещё в 196 г. вокруг новой императорской столицы, а затем и в других, главным образом, пограничных районах). Цао Цао предпринял очень умный шаг, принимая на поселение в свои земли безземельных крестьян, искавших убежища от постоянных войн и голода, беглых рабов, бродяг, и всех их обеспечивал земельными наделами. За пользование ими новые поселенцы выплачивали администрации Цао Цао большой налог в размере 50 или 60 % урожая. Своим солдатам Цао Цао также приказал в свободное время осваивать целинные земли, совмещая строевую службу с обработкой полей. Начинания Цао Цао оказались чрезвычайно эффективными, за несколько лет все закрома государства были наполнены.
Но, будучи по сути ничем не ограниченным диктатором, Цао Цао до самой своей смерти сохранял внешний пиетет по отношению к императору и предпочитал получать чины и звания от Сянь-ди, нежели присваивать их себе самостоятельно. В 208 г. Цао Цао было пожаловано высшее чиновничье звание чэнсяна (канцлера). В 213 г. император даровал ему официальный титул гуна Вэй и большой земельный надел, а в 216 г. — высший для знати титул вана. В эти годы Цао Цао и управляемое им государство находились на вершине своего могущества.

## Провозглашение и упадок Вэй
В 220 г. Цао Цао умер в городе Лоян, куда незадолго до смерти была перенесена столица государства. Спустя несколько месяцев его сын Цао Пэй (曹丕) низложил императора Сянь-ди и сам стал императором нового государства Вэй (приняв тронное имя Вэнь-ди). Контролировавший земли современной провинции Сычуань Лю Бэй, считавший себя родственником правившей в Хань династии, в ответ на это провозгласил себя новым императором Хань (чтобы отличать его государство от империи Хань, государство Лю Бэя историки называют Шу или Хань Шу). Однако потомки Цао Цао сильно уступали ему в способностях и энергии и не смогли долго удерживать власть в своих руках. После смерти Вэнь-ди и его сына Мин-ди императором Вэй в 239 г. стал малолетний Фэй-ди, а регентом при нём Цао Шуан (曹爽).
Почти сразу же после этого началась ожесточённая борьба между регентом Цао Шуаном и могущественным военачальником Сыма И (司马懿). В 249 г. Цао Шуан проиграл борьбу, был низложен и казнен. Одновременно были уничтожены и большинство остальных представителей рода Цао. После этого власть в государстве оказалась в руках рода Сыма, который фактически управлял царством Вэй. В 263 г. Сыма Чжао (司馬昭) послал полководцев Дэн Ая и Чжун Хуэя уничтожить царство Шу, где правили потомки Лю Бэя (того самого, который разбил Цао Цао в 208 г.). Шу было уничтожено, а его земли присоединены к Вэй. В 265 г. сын Сыма Чжао, Сыма Янь (司馬炎) низложил слабого императора Юань-ди (曹奐) (внука Цао Цао), взошёл на престол и основал новую династию Цзинь. На этом второе из трёх царств Эпохи Троецарствия, — Вэй — прекратило своё существование.

## Императоры Вэй
| Посмертное имя | Личное имя              | Период правления | Девиз правления и годы девиза                                                                 |
| --- | ----------------------- | ---------------- | --------------------------------------------------------------------------------------------- |
| Исторически используется форма Вэй + посмертное имя, за исключением императора Цао Пэя, для которого используется личное имя. |                         |                  |                                                                                               |
| Вэнь-ди 文帝 Wéndì | Цао Пэй 曹丕 Cáo Pī     | 220—226          | - Хуанчу (黃初 Huángchū) 220—226                                                              |
| Мин-ди 明帝 Míngdì | Цао Жуй 曹叡 Cáo Rùi    | 226—239          | - Тайхэ (太和 Tàihé) 227—233 - Цинлун (青龍 Qīnglóng) 233—237 - Цзинчу (景初 Jǐngchū) 237—239 |
| Ци-ван 齊王 Qí Wáng или Шаолин Ли-гун 邵陵厲公 Shàolíng Lì Gōng                                                               | Цао Фан 曹芳 Cáo Fāng   | 239—254          | - Чжэнши (正始 Zhèngshǐ) 240—249 - Цзяпин (嘉平 Jiāpíng) 249—254                              |
| Гаогуй Сян-гун 高貴鄉公 Gāogùixiāng Gōng                                                                                      | Цао Мао 曹髦 Cáo Máo    | 254—260          | - Чжэнъюань (正元 Zhèngyuán) 254—256 - Ганьлу (甘露 Gānlù) 256—260                            |
| Юань-ди 元帝 Yuándì | Цао Хуань 曹奐 Cáo Huàn | 260—265          | - Цзинъюань (景元 Jǐngyuán) 260—264 - Сяньси (咸熙 Xiánxī) 264—265                            |